# Crostini neri toscani
I crostini neri toscani (chiamati anche crostini toscani o crostini neri) sono una ricetta popolare tipica di tutta la Toscana usata quasi esclusivamente per l'antipasto. Consiste in una preparazione a metà tra un ragù e un paté a base di fegatini di pollo, acciughe e capperi. La preparazione può variare nelle varie province della regione. 

## Etimologia
L'aggettivo neri è legato al colore molto scuro della preparazione. Ma è anche in opposizione al colore degli altri crostini vari (di funghi, verdi di salsa verde, rosa di salsiccia cruda, etc.) che fanno parte dell'antipasto tipico toscano. In particolare, nella zona delle crete senesi i crostini neri sono in opposizione agli altri crostini più comuni per l’antipasto: i crostini bianchi.

## Descrizione
La ricetta base, indicata spesso come “aretina”, è quella diffusa in più provincie (Arezzo, Firenze e Prato, Pistoia). Si preparano mettendo a soffriggere 50 g di fegatini di pollo per ogni commensale, sfumandoli con il vino e cuocendoli con un po' di brodo di carne. Si aggiungonl poi alla cottura acciughe e capperi secondo il gusto.

## Varianti
La variante di Pisa prevede anche l'utilizzo del macinato di carne. La ricetta indicata come “senese”, diffusa in tutta la provincia di Siena, usa la milza di vitella piuttosto che i fegatini di pollo usati in quantità decisamente inferiore. Prevede di cuocere in soffritto di cipolla, sedano e carota, qualche fegatino di pollo e circa 50 grammi di milza “spellata” di vitella per commensale. Il resto della preparazione è simile alla varietà aretina. Altre varianti prevedono l'utilizzo di salsiccia, prosciutto, burro o pomodoro. Ai fegatini possono essere aggiunti i durelli (ventrigli) di pollo e il vino può essere sostituito dal vinsanto.

## Utilizzo

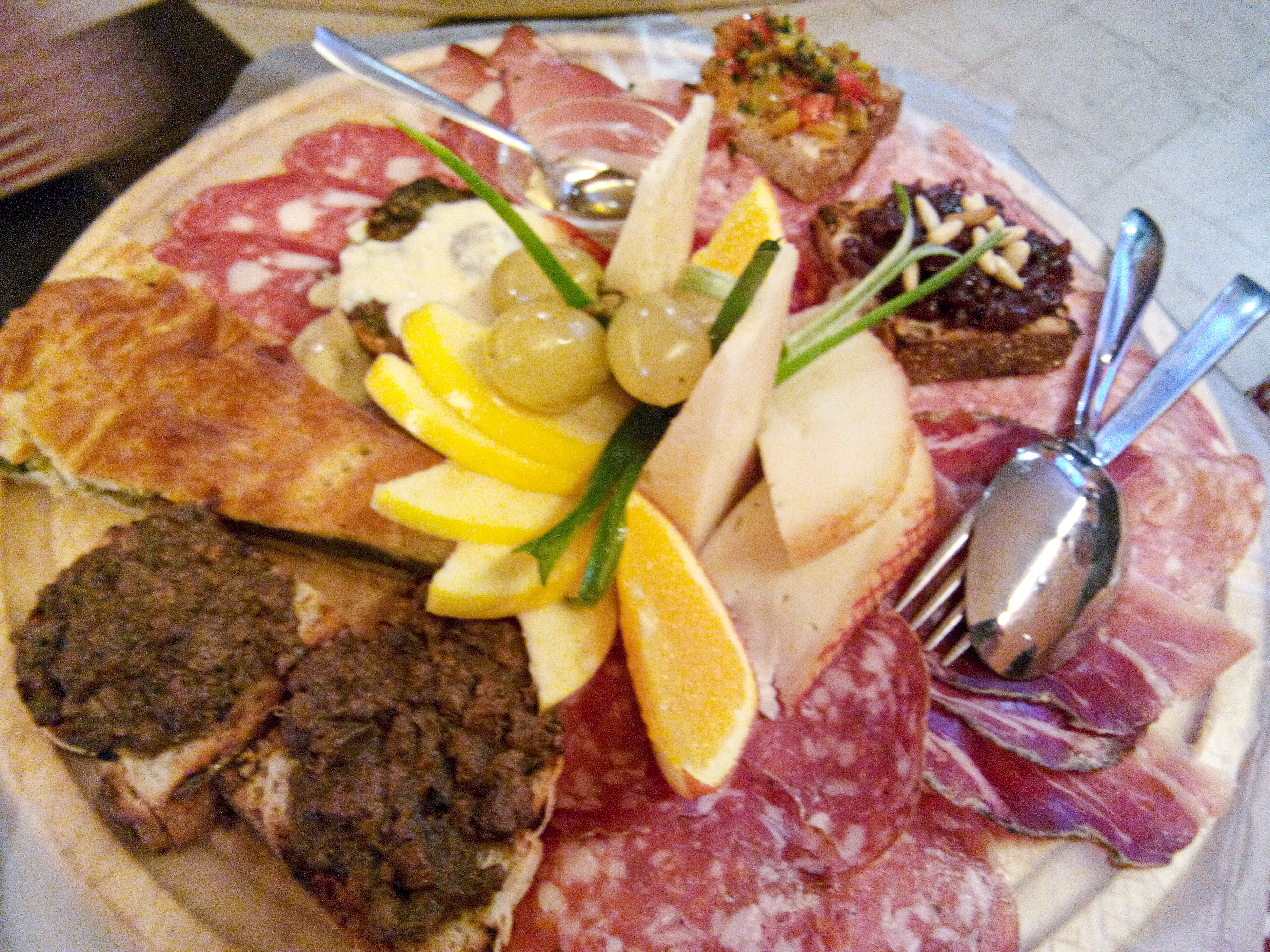
Antipasto toscano

Il paté viene degustato come antipasto, spalmato su fette di pane toscano, spesso nella forma dedicata detta “frusta per crostini”. Le fette possono essere abbrustolite, grigliate, o con la faccia inferiore appena bagnata sul brodo, o entrambe. In molti ristoranti viene anche servito in ciotole tenute calde su una candela.